# 拉兹
拉兹（法語：Raze，法語發音：[ʁaz]）是法国上索恩省的一个市镇，属于沃苏勒区。

## 地理
拉兹（47°35'1"N, 6°0'41"E）面积10.02 平方千米，位于法国勃艮第-弗朗什-孔泰大區上索恩省，该省份为法国东部内陆省份，北起顺时针与孚日省、贝尔福地区省、杜省、汝拉省、科多尔省和上马恩省接壤。
与拉兹接壤的市镇（或旧市镇、城区）包括：拜涅、克朗、讷韦勒莱拉沙里泰、努瓦当勒费鲁、罗塞、特拉沃、维勒费鲁。

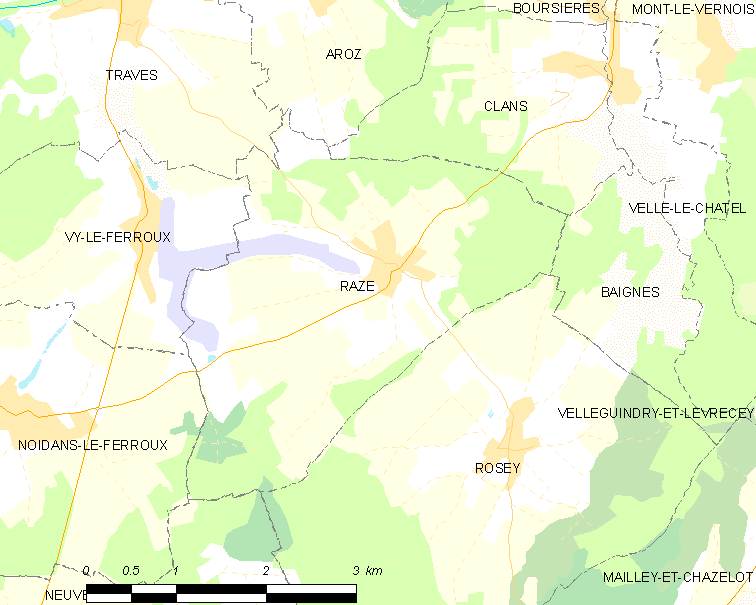
拉兹的OSM定位图

拉兹的时区为UTC+01:00、UTC+02:00（夏令时）。

## 行政
拉兹的邮政编码为70000，INSEE市镇编码为70439。

## 政治
拉兹所属的省级选区为索恩河畔塞和圣阿尔班县。

## 人口

1962-2008年间拉兹人口变化图示

拉兹于2022年1月1日时的人口数量为379人。